# Miriam Vock
Miriam Vock (* 1974) ist eine deutsche Erziehungswissenschaftlerin und seit 2011 Inhaberin der Professur für Empirische Unterrichts- und Interventionsforschung an der Universität Potsdam. Bundesweit bekannt wurde sie durch die Etablierung des „Refugee Teacher Welcome“-Programms 2016.

## Werdegang
Vock studierte Psychologie an der Universität Münster und arbeitete nach dem Abschluss im Jahr 2000 als wissenschaftliche Mitarbeiterin am dortigen Psychologischen Institut. Im Jahr 2004 wurde sie mit einer Dissertation über Arbeitsgedächtniskapazität bei Kindern mit durchschnittlicher und hoher Intelligenz promoviert. Von 2005 bis 2011 arbeitete sie als wissenschaftliche Mitarbeiterin am Institut zur Qualitätsentwicklung im Bildungswesen an der Humboldt-Universität zu Berlin. Seit 2011 ist sie Professorin für Empirische Unterrichts- und Interventionsforschung am Departement Erziehungswissenschaft an der Universität Potsdam.
Schwerpunkte ihrer Forschungen und Publikationen liegen in der empirischen Bildungs- und Unterrichtsforschung, insbesondere zur Förderung von Hochbegabten, zur sozialen Inklusion im Unterricht und zur Ausbildung von Lehrkräften.
Vock war Vorsitzende des Wissenschaftlicher Beirats der Akademien von Bildung & Begabung (2013–2015), Mitglied der Jury des Deutschen Schulpreises und ist Mitglied im wissenschaftlichen Beirat des Ministeriums für Bildung, Jugend und Sport Brandenburg.

## Refugee Teacher Welcome
Große Aufmerksamkeit erreichte das 2016 von ihr initiierte und koordinierte Programm „Refugee Teachers Program“, das geflüchtete Lehrer durch Sprach- und Pädagogikkurse für den Schuldienst qualifizierte. Das 2016 vor allem für Flüchtlinge aus Syrien konzipierte universitäre Ausbildungsprogramm wurde vielfältig adaptiert und 2022 für die Fortbildung von geflüchteten Lehrern aus der Ukraine erneut öffentlich diskutiert.

## Veröffentlichungen (Auswahl)
- mit H. Holling, F. Preckel: Intelligenzdiagnostik. Hogrefe, Göttingen 2004, ISBN 3-8017-1626-0.
- mit H. Holling, F. Preckel: Förderung Hochbegabter in der Schule. Evaluationsbefunde und Wirksamkeit von Maßnahmen. Hogrefe, Göttingen 2007, ISBN 978-3-8017-2093-3.
- mit Franzis Preckel: Hochbegabung. Ein Lehrbuch zu Grundlagen, Diagnostik und Fördermöglichkeiten. Hogrefe, Göttingen 2013; 2. überarb. Aufl. 2021, ISBN 978-3-8017-2850-2.
- mit Ch. Penk, O. Köller: Wer überspringt eine Schulklasse? Befunde zum Klassenüberspringen in Deutschland. In: Psychologie in Erziehung und Unterricht, 3, 2014, S. 153–164.
- mit J. Kretschmann, O. Lüdtke, A. Gronostaj: Skipping to the bigger pond: Examining gender differences in students' psychosocial development after early acceleration. In: Contemporary Educational Psychology, 46, 2016, S. 195–207.
- mit A. Westphal, H. Lohse-Bossenz, G. Lenske:  Was wissen Studierende über Klassenführung? Lerngelegenheiten und Lerngewinne in Studium und Praxissemester. Lehrerbildung auf dem Prüfstand, 11 (1), 2018, S. 132–151.
- mit A. Grnostaj, J. Kretschmann, A. Westphal: „Meine Lehrer mögen mich“ – Soziale Integration von Kindern mit sonderpädagogischem Förderbedarf im gemeinsamen Unterricht in der Grundschule. Die Deutsche Schule, 110 (2), 2018, S. 124–138.
- mit A. A. Wojciechowicz: Wiedereinstieg in den Lehrerberuf nach der Flucht mit dem Refugee Teachers Program in Brandenburg. In: Die Deutsche Schule, 111 (2), 2019, S.  219–229.
- mit Jürgen Striby, Sybille Siegling: Soll es auch in Deutschland Ein-Fach-Lehrkräfte geben? In: Pädagogik Ausgabe 10, 2021, S. 48–49.  doi:10.3262/PAED2110048